# پریش سنت اندرو، دومینیکا
پریش سنت اندرو (به لاتین: Saint Andrew Parish) یکی از پریش‌های دومینیکا است که مرکز آن شهر وسلی می‌باشد.

## خصوصیات
پریش سنت اندرو ۹٬۴۷۱ نفر جمعیت دارد.